# Leo Christoph
Leo Christoph (ur. 6 lutego 1901 r. w Zaciszu, zm. 3 stycznia 1985 r. w Reinbek) – niemiecki duchowny katolicki, wielki dziekan kłodzki oraz kanoniczny wizytator księży i wiernych hrabstwa kłodzkiego w latach 1962–1977.

## Życiorys
Wywodził się z rodziny nauczycielskiej. Po odbyciu studiów teologicznych na Uniwersytecie Wrocławskim otrzymał święcenia kapłańskie w 1926 r. Następnie pracował jako wikary w parafiach w Ludwikowicach Kłodzkich i Bystrzycy Kłodzkiej. Należał do bliskich współpracowników dziekana ks. Franza Dieterta. Był prześladowany przez nazistów. W listopadzie 1935 r. uwięziono go za uczestniczenie w przekazywaniu arcybiskupowi praskiemu informacji o położeniu Kościoła i sytuacji katolików w Niemczech. Po wyjściu na wolność został kapelanem szpitala na kłodzkim Jurandowie oraz dyrektorem diecezjalnego „Caritasu”. 
Po wysiedleniu Niemców z ziemi kłodzkiej organizował grupę księży z tych rejonów w północno-zachodnioch Niemczech. W 1952 r. został dyrektorem „Caritas” w Osnabrück. W latach 1956–1969 kapelan elżbietanek w Reinbek. W 1962 r. został wybrany kanonicznym wizytatorem hrabstwa kłodzkiego z tytułem wielkiego dziekana, papieskim prałatem domowym i protonotariuszem apostolskim z prawem noszenia oznak biskupich oraz członkiem fuldajskiej konferencji biskupów. Jako wielki dziekan starał się działać na rzecz integracji dawnych mieszkańców hrabstwa kłodzkiego mieszkających na terenie Republiki Federalnej Niemiec. W 1977 r. po osiągnięciu wieku emerytalnego zrezygnował z funkcji.
Zmarł 3 stycznia 1985 r. w Reinbek.